# Edificio del Banco de España (Alicante)
La sucursal del Banco de España en Alicante es un edificio neoclásico construido por el arquitecto español José Yárnoz Larrosa en 1947.

## Sede anterior
La Sucursal del Banco de España en Alicante inicia sus operaciones el 22 de agosto de 1858, dos años después de establecerse un sistema de pluralidad de bancos de emisión. La primera sede se sitúa en la casa del Pasaje de Amérigo, en la calle de la Princesa, hoy de Altamira. Estas instalaciones se alquilan por 30.000 reales anuales.
El segundo domicilio de la sucursal, ya en régimen de propiedad, es en La Rambla, esquina a la plaza del Portal de Elche, uniéndose más tarde con el contiguo edificio de la calle Bilbao número 1.

## Sede actual
La tercera sede y actual, se construyó en el solar donde se ubicaba el convento de las Capuchinas en La Rambla número 31 y fue inaugurada el 27 de junio de 1947. El edificio actual de la sucursal de Alicante, de estilo casticista, se proyecta en los últimos meses de la II República, aunque no comienza su construcción hasta 1943, finalizada la Guerra Civil. Las obras terminan en 1945, demorándose su inauguración hasta el 27 de junio de 1947.
En esta obra del arquitecto del Banco de España, José Yárnoz Larrosa, se dan cita las más genuinas reglas de composición académica, revestidas con la elementos del estilo clásico: órdenes jónicos y corintios puestos en escena, con piedra que destaca sobre paños de ladrillo rojo. El edificio esta cerrado en su parte trasera por un jardín armonizado con el volumen principal. La resolución del edificio como un compacto volumen exterior no da pistas del gran vacío con iluminación cenital que presenta el patio de operaciones, cubierto por un gran tragaluz de estilo modernista al que vierten los huecos de las plantas altas. En el centro de la vidriera destaca un gran escudo franquista de la España de los cuarenta que se refleja, al paso de la luz natural, en la sala principal.En otros edificios públicos se han retirado este tipo de vidrieras, trasladándose a museos y reemplazándose por el escudo actual, en otros casos se ha decidido preservarlos por formar parte del valor arquitectónico del propio edificio y de su identidad histórica.
En 2010 se concluyó la ampliación de obra nueva, consistente en garaje para vehículos blindados y ampliación de oficinas. La ampliación, vista desde la calle de Bailén, del arquitecto Vicente Manuel Vidal Vidal, mantiene exteriormente la forma pétrea de todo el zócalo, empleando piedra Almorquí, utilizando un muro compuesto y continuo con partesoles, así como un sistema de branquias acorde con el cerramiento del jardín.
Este estilo de construcción se repite al menos en otro edificio del Banco de España, en su sede de la vecina provincia de Albacete, donde también encontramos el tragaluz con el escudo nacional. El edificio, que hoy se encuentra en desuso, fue construido en 1935 y guarda gran similitud formal con el alicantino.

## Servicios
La sucursal del Banco de España en Alicante opera con entidades de crédito, y ofrece los siguientes servicios al público:
- Operaciones de canje de pesetas por euros.
- Recogida de billetes y monedas falsos.
- Canje de billetes deteriorados.
- Suscripción de deuda pública.
- Solicitud de información de la Central de Información de Riesgos (CIR).
- Presentación, ante el Departamento de Conducta de Mercado y Reclamaciones, de quejas y consultas relativas a los servicios bancarios que prestan las entidades de crédito.